# Любимов, Александр Иванович
Александр Иванович Любимов — ректор Федерального государственного бюджетного образовательного учреждения высшего образования «Ижевская государственная сельскохозяйственная академия» (ФГБОУ ВО Ижевская ГСХА) в 2001 — 2020 годах.
Депутат Государственного Совета Удмуртской Республики, третьего, четвёртого, пятого созывов, член депутатской фракции «Единая Россия», член постоянной комиссии по агропромышленному комплексу, земельным отношениям, природопользованию и охране окружающей среды.

## Биография
Родился 20 июля 1950 года в деревне Анык, Кизнерского района, Удмуртской Автономной Советской Социалистической Республики (УАССР).
В 1958 году поступил в первый класс начальной школы в родной деревне, позднее был принят в Короленковскую среднюю школу.
После окончания средней школы работает на Ижевском машиностроительном заводе, автоматчиком цеха № 72.
В мае 1969 года призван в ряды Советской Армии. По увольнении в запас начинает работать слесарем на Ижевском радиозаводе и поступает на подготовительные курсы в Ижевский сельскохозяйственный институт (сельхозинститут) (ИжСХИ), после успешного окончания которых, в 1972 году, становится студентом зооинженерного факультета ИжСХИ. Учился успешно, был Ленинским стипендиатом, окончил институт с отличием. Был секретарем комсомольской организации курса. После окончания ВУЗа был оставлен на факультете в качестве преподавателя.
В 1978 году перешёл на работу старшим зоотехником, в Министерство сельского хозяйства УАССР, совмещал работу с учёбой в аспирантуре ВСХИЗО.
В 1980 году снова начинает работать в ИжСХИ на кафедре «Кормление и разведение сельскохозяйственных животных» в должности младшего научного сотрудника, далее в должностях ассистента, старшего преподавателя, доцента кафедры. В 1986 году избран деканом зооинженерного факультета сельхозинститута.
В 1988 году он назначается на должность проректора по учебной работе и работает в этой должности более 13 лет, до избрания его ректором академии, на конференции научно-педагогических работников, сотрудников и студентов академии, в 2001 году. Является депутатом Государственного Совета Удмуртской Республики.
В 2003 году доверенное лицо кандидата на должность Президента Российской Федерации В. В. Путина.
С ноября 2020 года работает в другой должности в академии.

## Знаки отличия
- Учёное звание — профессор;
- Учёная степень — доктор сельскохозяйственных наук;
- Почётный знак «За заслуги в развитии физической культуры и спорта Российской Федерации»;
- Почётная грамота Министерства сельского хозяйства Российской Федерации;
- Почётная грамота Государственного Совета Удмуртской Республики;
- Лауреат Государственной премии Удмуртской Республики;
- «Заслуженный работник сельского хозяйства Удмуртской Республики»;
- Почётный работник высшего профессионального образования Российской Федерации (2000);
- «Заслуженный работник сельского хозяйства Российской Федерации» (Указ Президента России, от 20 сентября 2009 года);